# Міна (Невада)
Міна (англ. Mina) — переписна місцевість (CDP) в США, в окрузі Мінерал штату Невада. Населення — 127 осіб (2020).

## Географія
Міна розташована за координатами 38°23′25″ пн. ш. 118°6′40″ зх. д. / 38.39028° пн. ш. 118.11111° зх. д. (38.390181, -118.111247).  За даними Бюро перепису населення США в 2010 році переписна місцевість мала площу 6,24 км², з яких 6,23 км² — суходіл та 0,00 км² — водойми.

### Клімат
| Клімат : Міна         | Клімат : Міна | Клімат : Міна | Клімат : Міна | Клімат : Міна | Клімат : Міна | Клімат : Міна | Клімат : Міна | Клімат : Міна | Клімат : Міна | Клімат : Міна | Клімат : Міна | Клімат : Міна | Клімат : Міна |
| Показник              | Січ.          | Лют.          | Бер.          | Квіт.         | Трав.         | Черв.         | Лип.          | Серп.         | Вер.          | Жовт.         | Лист.         | Груд.         | Рік           |
| Середній максимум, °C | 7,8           | 11,1          | 15,0          | 19,4          | 24,4          | 30,6          | 35,6          | 33,9          | 29,4          | 22,2          | 13,9          | 8,3           | 21,1          |
| Середній мінімум, °C  | −6,1          | −3,9          | −1,1          | 2,2           | 7,2           | 12,2          | 16,1          | 14,4          | 8,9           | 3,3           | −2,2          | −6,1          | 3,9           |
| Норма опадів, мм      | 10            | 10            | 10            | 13            | 15            | 10            | 8             | 8             | 8             | 10            | 8             | 8             | 114           |
| --------------------- | ------------- | ------------- | ------------- | ------------- | ------------- | ------------- | ------------- | ------------- | ------------- | ------------- | ------------- | ------------- | ------------- |
| Джерело: Weatherbase  |               |               |               |               |               |               |               |               |               |               |               |               |               |

## Демографія
Згідно з переписом 2010 року, у переписній місцевості мешкало 155 осіб у 92 домогосподарствах у складі 34 родин. Густота населення становила 25 осіб/км².  Було 158 помешкань (25/км²).
Расовий склад населення:
| - 96,1 % — білих |

До двох чи більше рас належало 3,9 %. Частка іспаномовних становила 2,6 % від усіх жителів.
За віковим діапазоном населення розподілялося таким чином: 6,5 % — особи молодші 18 років, 45,1 % — особи у віці 18—64 років, 48,4 % — особи у віці 65 років та старші. Медіана віку мешканця становила 63,8 року. На 100 осіб жіночої статі у переписній місцевості припадало 101,3 чоловіків;  на 100 жінок у віці від 18 років та старших — 101,4 чоловіків також старших 18 років.
Цивільне працевлаштоване населення становило 0 осіб. 